# E88号線
E88号線 (E88ごうせん、英: European route E88) は、欧州自動車道路のAクラス幹線道路。全線がトルコにあり、アンカラとRefahiyeを結ぶ。

## 経路

### 経過する主要都市
- トルコ
  - E90, E89 – アンカラ
  - ヨズガト
  - スィヴァス
  - E80 – Refahiye